# Calle 13

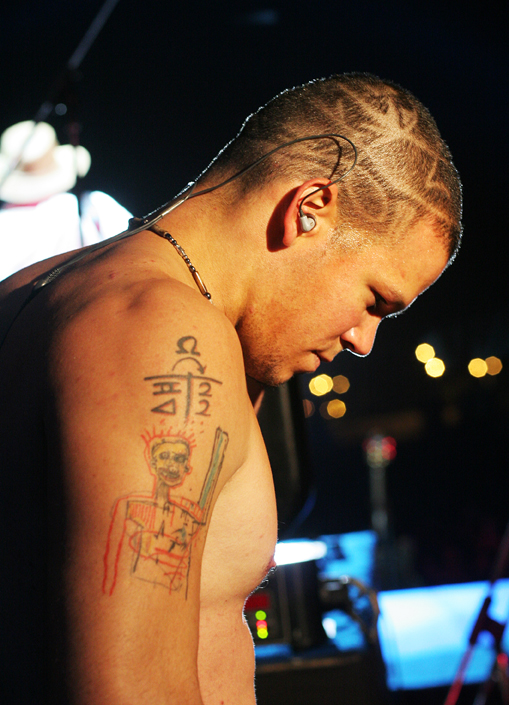
Residente Calle 13

Calle 13 est un trio de reggaeton puis de rap urbain et de hip-hop de Porto Rico composé de deux demi-frères — René Pérez (alias Residente) et Eduardo Cabra (alias Visitante) — et de leur sœur Ileana Cabra (alias PG-13). Le groupe est également connu pour ses paroles satiriques ainsi que pour ses commentaires sociaux sur les problèmes et la culture latino-américaine. La Nueva Canción peut dans une certaine mesure être associée au groupe pour la raison que la musique devient un véhicule de protestation et de critique du consumérisme, des institutions et des systèmes socio-politiques répressifs,.
Après la sortie de la chanson controversée "Querido FBI" en 2005, Calle 13 sort son premier album éponyme, qui devient très populaire grâce aux singles "Se Vale Tó-Tó" et "¡Atrévete-te-te! ".
En 2007, le groupe sort son deuxième album, Residente o Visitante , qui connaît également un grand succès et expérimente une grande variété de genres musicaux,
Il a remporté 24 Latin Grammy Awards et 379 récompenses au total, ce qui en fait le meilleur Grammy de la musique urbaine. Calle 13 a par ailleurs dirigé et participé à diverses campagnes de philanthropie en Amérique latine.

## Histoire
Issus d'une famille recomposée, René et Eduardo sont de purs produits des classes moyennes de Porto Rico. La mère de René a épousé le père d'Eduardo et à partir de ce moment, ils se sont traités comme des frères. Plus tard, ses parents ont divorcé, mais les deux n'ont jamais cessé d'avoir une excellente relation fraternelle,.
Le nom Calle 13 provient du nom de la rue de Trujillo Alto où ils ont grandi. Les deux garçons ont été impliqués dans les arts dès leur plus jeune âge. Cabra a commencé des cours de musique à l'âge de six ans et a finalement étudié le piano  le saxophone et la flûte, avant d'enseigner lui-même la guitare et d'expérimenter des sons générés par ordinateur. Ils ont travaillé dans le studio de Harry Poppins entre 2001 et 2002. Ils sont connus pour leur sens de l'humour et leur musique expérimentale, mélange de hip-hop, reggaeton et autres rythmes tels le funk mais aussi le tango, la salsa.
En 2005, les frères ont signé un contrat avec le label White Lion à Porto Rico et ont font sensation avec «Querido FBI », un poignante critique du gouvernement américain diffusée à la suite du meurtre par le FBI en septembre du leader indépendantiste portoricain Filiberto Ojeda Ríos. Residente appelle les Portoricains à l’insurrection.
Leurs paroles, souvent satiriques, s'attaquent tout autant au business musical (Digo lo que pienso), à la religion (« la plus grande mafia est au Vatican » dans la chanson Calma Pueblo par exemple), la violence gratuite (La bala), la pauvreté, etc,.
Le 2 novembre 2006, Calle 13 gagne trois Latin Grammys. En 2009, ils reçoivent le Latin Grammy pour l'album de l'année (Los de atras vienen conmigo) et en novembre 2011, ils créent l'évènement en remportant 19 Latin Grammys, soit le record pour cette cérémonie, dont celui de la chanson de l'année avec le titre Latinoamérica, un voyage social à travers l'Amérique latine au rythme de la musique urbaine.
En 2010, Residente participe à un duo avec Shakira sur la chanson Gordita sur l'album de celle-ci Sale El Sol. Certaines chansons sont en effet marquées par la présence en featuring de grands noms de la scène latino-américaine : CafeTacuba (Nadie Como Tu), Ruben Blades (La Perla), Orishas (Pal Norte). René (Residente) apparaît aussi en duo avec Mercedes Sosa (Cancion para un niño en la calle).
En juillet 2012, avec MTV Exit et l'Unicef, Calle 13 a sorti  Esclavos Invisibles, un film documentaire qui parle de la traite des êtres humains en Amérique latine qui a également été présenté à la Casa de América à Madrid, en Espagne. De plus, le groupe fait don des droits d'auteur du titre "Prepárame la Cena",.
Avec l’apparition de l'album Entren los que quieran en 2012, Calle 13 change radicalement de registre, ils passent d'un reggaeton, certes critique de la société moderne, à une vision plus engagée contre le capitalisme et l'impérialisme du monde de l'Occident. De même, leur engagement politique devient plus important. L'album en soit est plus hip-hop que les précédents, mais aussi il présente de claires inspirations du folk du continent américain. La chanson Latinoamérica est un hymne à l'Amérique du Sud : dans les paroles, on peut voir que les vers de Calle 13 sont plein de références à la littérature, l'histoire et la culture indigène d'Amérique latine.
Les membres du groupe ont également soutenu à de nombreuses reprises une éducation publique gratuite pour les pays d'Amérique latine tels que la République dominicaine, Porto Rico , la Colombie et le Chili .Aux Grammy Awards en 2011, par exemple, ils ont manifesté contre la réforme de la loi 30 en Colombie, et en faveur de la lutte étudiante à Porto Rico, de la mobilisation étudiante du Chili et de l'investissement de 4% pour l'éducation publique en République dominicaine.
En 2014, Calle 13 sort Multiviral, un disque qui suit le même registre que le précédent, excepté le fait que l'appel à la révolution et à la révolte est cette fois-ci destiné à tous les peuples du monde et plus seulement ceux d'Amérique Latine. Le grand artiste cubain, Silvio Rodríguez et l'auteur uruguayen Eduardo Galeano ainsi que le fondateur de WikiLeaks, Julian Assange vont collaborer avec Calle 13.
Calle 13 a ensuite fait une pause et Residente a sorti un album homonyme en 2017 qui a également reçu le Latin Grammy pour la musique urbaine.

## Concerts
Les concerts de Calle 13 sont connus pour être très spectaculaires, comme l'a par exemple montré leur prestation au festival chilien de Viña del Mar. Ils sont accompagnés de douze musiciens.

## Singles
- Querido F.B.I.-Puerto Rico Libre, 2005
- Se Vale To' To, 2005
- Querido F.B.I., 2005
- Ley De Gravedad, 2005
- Chulin Culin Chunfly with Voltio, 2006
- Chulin Culin Chunfly (Street Mix) avec Voltio et Three Six Mafia, 2006
- Atrevete-te-te!, 2006
- Suave, 2006
- Suave (Blass Mix), 2006
- Japón, 2006
- No Hay Igual (Nelly Furtado avec la participation de Calle 13), 2006
- La Jirafa, 2006
- La Peleita (Alejandro Sanz avec la participation de Calle 13), 2007
- Quero Vierte (Don Miguelo avec la participation de Calle 13 et d'Aguakate), 2007
- Gordita (Shakira avec la participation de Calle 13), 2010
- Latinoamérica, 2011
- Me vieron crusar"

## Albums
- 2005 - Calle 13
- 2007 - Residente o Visitante
- 2008 - Los de atrás vienen conmigo
- 2010 - Entren los que quieran
- 2014 - Multi Viral